# Joga

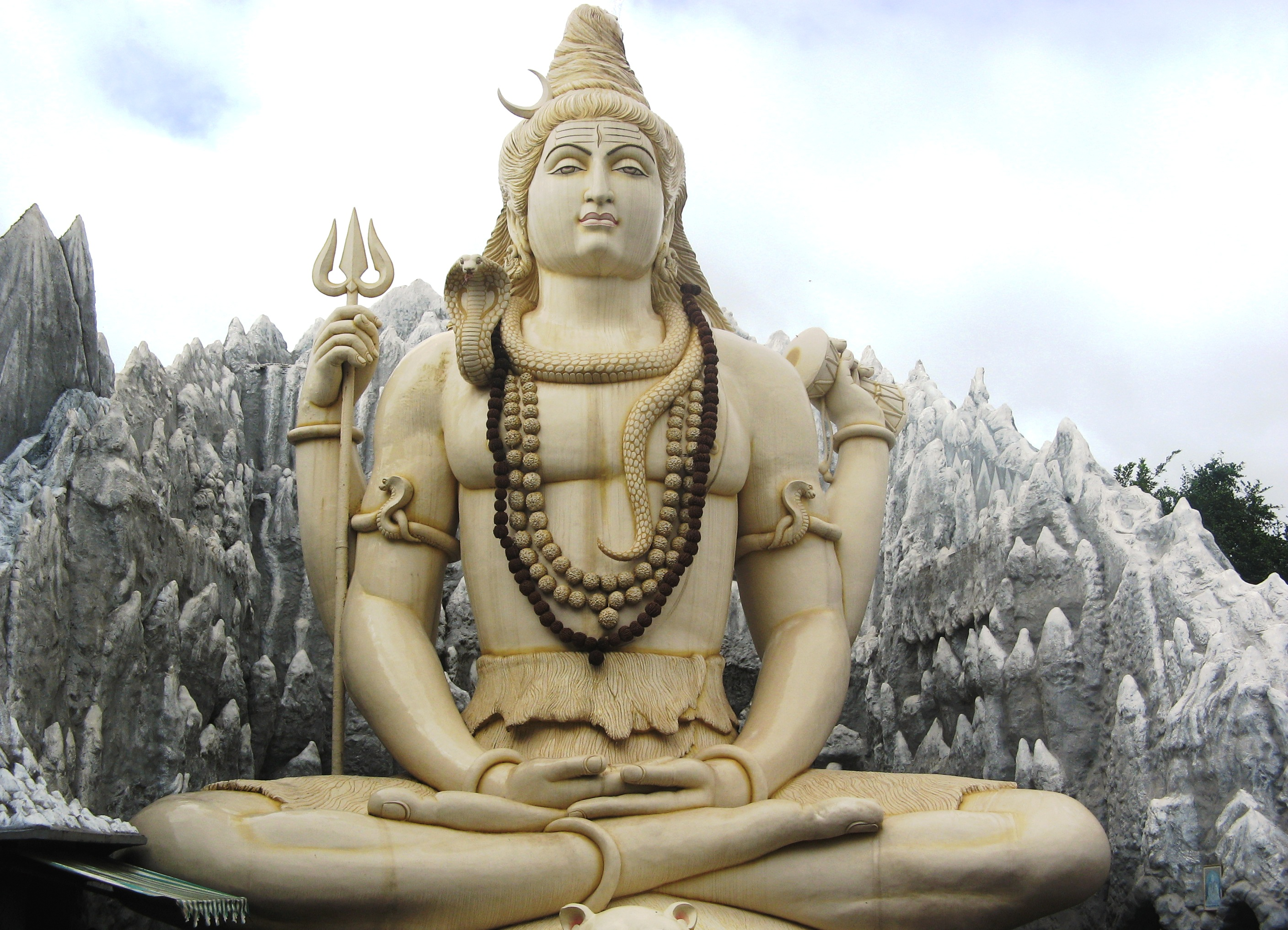
Śiwa jako jogin doskonały. Bangalore, Indie

Joga (sanskryt योग) – jeden z sześciu ortodoksyjnych (tzn. uznających autorytet Wed) systemów filozofii indyjskiej, zajmujący się wszelkimi związkami pomiędzy ciałem i umysłem. Poprzez odpowiedni trening ciała (w tym ascezę), dyscyplinę duchową (medytację) i przestrzeganie zasad etycznych, joga deklaruje możliwość rozpoznania przez praktykującego natury rzeczywistości. W ujęciu religijnym ma to prowadzić do przezwyciężenia prawa karmy i wyzwolenia z kręgu wcieleń (sansara).
Techniki jogiczne poza hinduizmem zostały zaadaptowane przez niektóre religie dharmiczne, takie jak na przykład buddyzm i dźinizm.
W celu zniesienia uciążliwości związanych z intensywną praktyką (np. długotrwała medytacja) znacznie rozwinęła się jedna z jej gałęzi zwana hathajogą, w świecie zachodnim utożsamiana z zestawem ćwiczeń fizycznych i umysłowych, uprawianych głównie dla zdrowia.

## Definicja

Posąg buddy Amitabhy w pozycji medytacyjnej. Kamakura, Japonia

W sanskrycie słowo joga tworzone jest przez morfem yuj (judż), oznaczający kontrolę, jarzmo, ale też zjednoczenie, połączenie, jedność. Człowieka praktykującego jogę lub wyznającego jej filozofię nazywa się joginem lub joginią.
Joga to powstała w Indiach dyscyplina samodoskonalenia, medytacji i ascezy, która w sensie ogólnym ma prowadzić do rozwoju duchowego, a w aspekcie filozoficzno-religijnym wyzwolenia się praktykującego z kręgu narodzin i śmierci (aspekt autosoteriologiczny). Ta szeroka definicja sprawia, że joga może stać się elementem dowolnego systemu religijnego (np. buddyzmu, czy dżinizmu) i jest do dzisiaj w miejscu swojego powstania (Indie) najpowszechniejsza.
W jednym z fundamentalnych traktów jogi klasycznej Jogasutrach, Patańdźali (III w.) krótko definiuje jogę w rozdziale pierwszym w sutrze drugiej i trzeciej:

sutra 2. Joga jest to powściągnięcie zjawisk świadomości.
sutra 3. Wtedy widz utrzymuje się w swojej właściwej naturze

Diametralnie inne ujęcie prezentuje Yogi Svatmarama, opierający się na traktacie Hathajogapradipika z XV wieku. Skupił się on na oczyszczeniu ciała fizycznego (szatkarmie), mającego w zamierzeniu prowadzić do oczyszczenia umysłu. W porównaniu z siedzącą pozycją i medytacją u Patańdźalego, istotą są asany i pranajama, co dziś, poza Indiami, jest bardziej kojarzone ze słowem joga.
Jednak wszystkie ścieżki jogi prowadzą do jednego. W wyniku praktyki, na końcu drogi, uzyskuje kaiwalję, absolutną wolność, stan bezwarunkowego istnienia.

## Historia

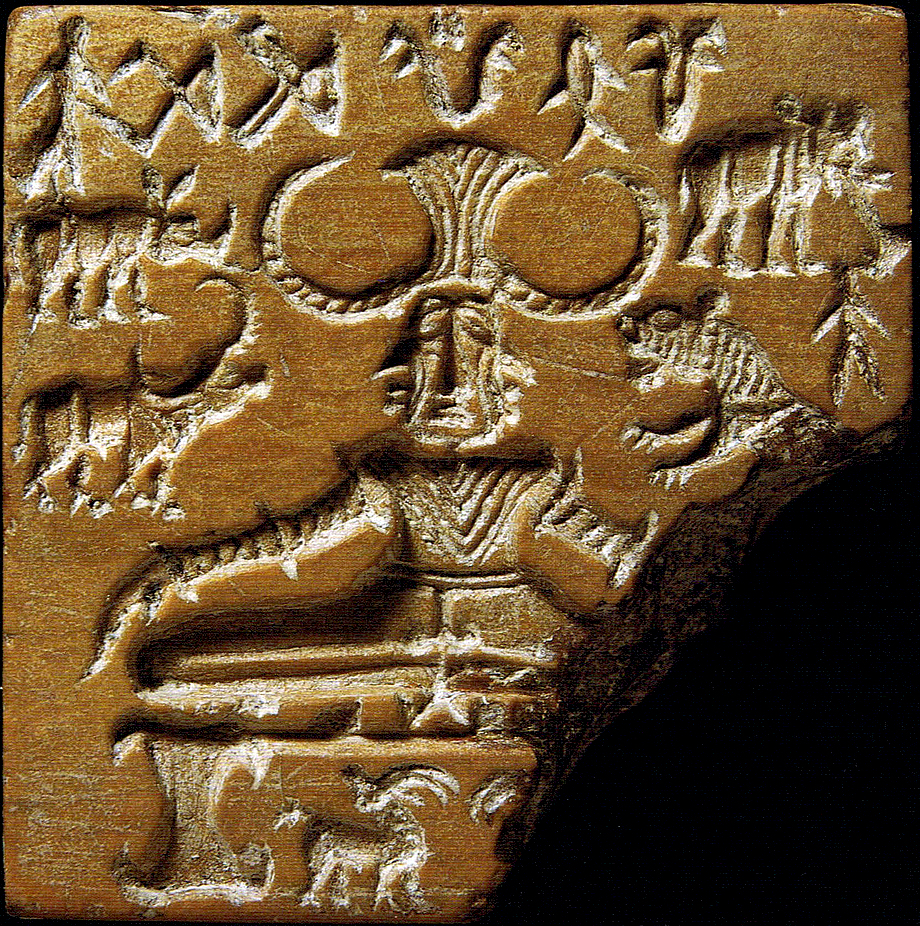
Pieczęć przedstawiająca proto-Śiwę w pozycji medytacyjnej

Najstarsze ślady, utożsamiane przez naukowców z jogą, odnalezione zostały na stanowiskach archeologicznych związanych z pierwszymi miastami doliny Indusu. Należały one do rodzimej cywilizacji powstałej przed przybyciem indoeuropejskich Ariów, a ich największy rozkwit przypadał na lata 2300–1500 p.n.e.

### Geneza
Odnalezione artefakty to przede wszystkim liczne terakotowe figurki imitujące ludzkie postacie w pozach, podobnych lub identycznych z asanami hathajogi. Jeżeli miały one rzeczywisty związek z praktykowaniem jogi, to ta musiała być mocno rozpowszechniona, ponieważ figurki odnajdywano zarówno w wielkich, bogato wyposażonych domach, jak i biednych chatach.
Jednak najbardziej znaczącym znaleziskiem świadczącym nie tylko o starożytności praktyk jogicznych, ale przede wszystkim o wybitnie indyjskim charakterze tej pierwszej na subkontynencie cywilizacji, jest terakotowa pieczęć z wizerunkiem tzw. proto-Śiwy. Już odkrywca tej i innych podobnych pieczęci, archeolog John H. Marshall nie miał wątpliwości, że rysunek przedstawia jogina. Prezentuje ona otoczoną zwierzętami postać siedzącą w charakterystycznej pozycji medytacyjnej (bhadrāsana), co nasunęło przypuszczenie, że to wczesne wyobrażenie boga Śiwy, w tradycji hinduskiej pana dzikich zwierząt i jogina doskonałego.
Pomimo faktu, iż podobnych śladów jest znacznie więcej, nie odsłaniają one jednak okoliczności i przyczyn powstania samej praktyki. Pewną nadzieję na zmianę tej sytuacji dają, w miarę licznie odkrywane, ale wciąż nieodczytane, towarzyszące znaleziskom inskrypcje.

### Okres wedyjski
Upadek pierwszej cywilizacji zbiegł się z przybyciem na subkontynent indoeuropejskich Ariów (Indoariowie). Początkowo zajęli oni tereny dzisiejszego Pendżabu i z biegiem czasu przesuwając się na wschód, dotarli ze swoim osadnictwem do żyznych terenów dorzeczy Gangesu i Jamuny. Proces ich asymilacji, niejednokrotnie rodzący konflikty pomiędzy przybyłymi koczownikami a rolniczymi tubylcami, opisany został w świętych księgach zwanych Wedami (słowo oznaczające tyle co „wiedza”). Indoariowie na przestrzeni wieków zaadaptowali wiele elementów rodzimej kultury i w nowych warunkach rozwinęli ją oraz wzbogacili o nowe elementy.
Mircea Eliade dostrzegł w tym procesie charakterystyczne dla późniejszego hinduizmu, ścieranie się przeciwstawnych dążeń: osobistego doświadczenia sacrum oraz rytualizmu i metafizyki. Ta pierwsza tendencja miała być reprezentowana przez jogę, dzięki której adept poznając siebie zyskiwał znacznie lepsze rozumienie otaczającego go świata i przez to niemal „magiczne” jego opanowanie.
Joga w Wedach wspominana jest wielokrotnie, a jej podstaw filozoficznych (joga-darśana i sankhja) doszukiwać się można w hymnie 129, mandali X Rygwedy (wątek kosmogoniczny). Wątki ekstatyczne, świadczące według badaczy o jej możliwych szamańskich korzeniach, opisane są w hymnie 136 (Keśinsūkta – Hymn o długowłosym joginie). Pranie (tchnieniu życiowemu) poświęcony jest cały hymn 4. Atharwawedy.

### Okres przedklasyczny

#### Upaniszady
Współcześnie dominuje pogląd, iż Upaniszady (sanskryt उपनिषद्) były odpowiedzią na nadmierne zrytualizowanie braminizmu, spowodowane przeświadczeniem dziedzicznych kapłanów o możliwości bezpośredniego wpływania na bogów poprzez ofiarę. Wierni, którym nie wystarczały skomplikowane i mało zrozumiałe praktyki, zaczęli poszukiwać innych metod osobistego kontaktu z bóstwem. I tak ok. VIII wieku p.n.e. narodziła się podstawowa dla wszystkich nurtów późniejszej filozofii indyjskiej relacja brahmana (absolut) z atmanem (dusza osobowa).
W nowej sytuacji najwyższa rzeczywistość (brahman) miała być ostatecznym celem dla każdego praktykującego, a uświadomienie sobie tożsamości z nim (atman) wyzwoleniem („ta oto dusza-atman to brahman”; Brihadaranjaka IV.4.5). Te praktyczne rozważania, mające pomóc w medytacji, wywarły istotny wpływ na jogę, bowiem według autorów Upaniszad, wiedzy o atmanie nie można przyswoić inaczej, jak tylko poprzez powściągnięcie zmysłów i uspokojenie umysłu.
W Upaniszadach znajduje się 20 tekstów o tematyce jogicznej (tzw. jogaupaniszady).

10. Kiedy pięć zmysłów poznania, a z nimi umysł, zatrzyma się i rozum już więcej nie działa, o tym powiadają, że jest najwyższą drogą.

11. Droga ta uważana jest za jogę, stałe powstrzymanie zmysłów, wtedy staje się nierozproszony, to joga zaprawdę jest początkiem i końcem.

#### Bhagawadgita
Bhagawadgita została napisana ok. III wieku p.n.e. i jest pierwszym w historii traktatem w całości poświęconym jodze. Dzieło ma charakter dydaktyczny i stanowi dialog pomiędzy awatarem Wisznu Kryszną a Ardźuną przywódcą armii, która ma za chwilę stoczyć bitwę. Pełen wątpliwości nad sensem niepotrzebnego przelewu krwi Ardźuna wdaje się w etyczny dyskurs z powożącym jego rydwanem Kryszną.
W Bhagawadgicie przedstawione zostały wszystkie główne nurty jogi: buddhijoga – joga rozumu, dźńanajoga – joga wiedzy, karmajoga – joga czynu, bhaktijoga – joga miłości i pobożności, dhjanajoga – joga medytacji oraz sannjasajoga – joga wyrzeczenia. Wszystkie można sprowadzić do trzech głównych kierunków: karma, dżńana i bhaktijogi, utożsamianych z głównymi przejawami aktywności człowieka – działaniem, myśleniem i emocjami. Jednym z najważniejszych przekazów traktatu jest informacja o ogólnodostępności praktyk jogicznych i możliwość osiągnięcia wyzwolenia na różne sposoby.

### Joga klasyczna
To kulminacyjny etap rozwoju jogi, w którym różne, rozwijane przez setki lat techniki zostały skodyfikowane i uporządkowane. Dokonał tego niejaki Patańdżali ok. II wieku p.n.e. (kwestia daty jest wciąż dyskutowana), dzięki czemu powstał model praktyki uniwersalnej, ujętej w zwarty system filozoficzny. Na jego traktat Jogasutry składa się 195 zwięzłych aforyzmów (sutr) zebranych w cztery części, Samādhipāda (o samadhi, skupieniu), Sādhanapāda (o sadhanie, ścieżce jogi), Vibhūtipāda (o wibhuti, nadludzkich mocach), Kaivalyapāda (o kaiwalji, absolutnej wolności).
Forma zapisu miała za zadanie ułatwienie zapamiętania nauk oraz przeszkodzenie w ich zrozumieniu osobom postronnym. Ta swoista hermetyczność przyczyniła się do powstania w okresie późniejszym wielu komentarzy, z których pierwszy datowany na VI wiek przypisuje się Wjasie.
Joga klasyczna zwana jest również jogą królewską (rajayoga). Zabieg ten miał najprawdopodobniej za zadanie wykazanie domniemanej wyższości praktyki soteriologicznej (prowadzącej do wyzwolenia) i podejmowanej przez osoby gotowe na wyrzeczenie się świata, nad hathajogą, której praktyka takich wyrzeczeń nie wymaga. 
Inna z nazw asztangajoga (astāngayoga) oznacza jogę ośmioczłonową i pochodzi od ośmiu członów wymienionych w Jogasutrach przez Patańżalego. Są to:
I. Przykazania moralne i etyczne (yama)
1. niekrzywdzenie (ahimsa), 2. prawda (satya), 3. powstrzymanie się od kradzieży (asteya), 4. powściągliwość (brahmacarya), 5. niepożądanie cudzych dóbr (aparigraha).
II. Zasady postępowania (niyama)
1. czystość (śauca), 2. zadowolenie (santoṣa), 3. gorliwy wysiłek (tapas), 4. studiowanie Wed (svadhyaya), 5. skupienie na Bogu (iśvarapranidhana).
III. Postawy ciała (asany)
IV. Rytmiczna kontrola oddechu (pranajama) Oddech jest związany z Praną, ale Pranajama nie jest ćwiczeniem oddechowym, jego celem jest powściąganie umysłu.
V. Powściągnięcie zmysłów (pratyahara). Przecięcie kontaktu ze światem zmysłowym.
VI.Koncentracja (dharana)
VII. Medytacja (dhyana)
VIII. Połączenie niższej i wyższej jaźni – skupienie (samadhi).

### Joga postklasyczna
W okresie następującym po skodyfikowaniu jogadarśany miało miejsce utworzenie formacji swamich i sadhu, którzy szeroko stosowali i popularyzowali techniki jogi. Na znaczeniu zyskały też alternatywne odmiany tradycji medytacyjnych, np. kundalinijoga i bhaktijoga.
Jeden z najważniejszych traktatów jogoicznych z XIV wieku Hathajogapradipika (sanskryt हठयोगप्रदिपिका), której autor Swatmaramy powołuje się na przekaz wielu joginów, jest całkowicie poświęcony hathajodze. Stanowi zbiór prawie 400 dwuwierszy, w których formułuje zasady jej praktyki, a w tym zalecenia sposobu mieszkania, zachowań, diety, i ćwiczeń: pozycji ciała (asana), oddechowych (pranajama) i sposoby oczyszczania (śodhana).

## Doktryna
Joga jest przede wszystkim praktycznym zestawem dyscyplin, mających w założeniu doprowadzić adepta do rozpoznania natury rzeczywistości. Ma ona charakter empiryczny, co oznacza, że praktyka medytacyjna skutkuje konkretnym doświadczeniem, które gromadzone przez kolejne pokolenia, posłużyło za podbudowę dla części filozoficznej.
Elementem charakterystycznym jej doktryny jest prawo karmana oraz związane z tym nakierowanie praktykującego na wyzwolenie z cyklu wcieleń.
Ze względu na fakt, iż joga klasyczna uznaje autorytet hinduskich Wed, oba te systemy wzajemnie na siebie oddziałują. Najstarsze wątki, z których czerpie sankhja (aspekt filozoficzny jogi), odnaleźć można w Rygwedzie w postaci hymnu nr 129 (X mandala), opisującego stan sprzed powstania wszechświata. W obrębie nauczania tej szkoły wyłonienie się rzeczywistości z pierwotnej toni nastąpiło w wyniku uzewnętrznienia się pożądania zmierzającego do aktu samopoznania. Miało to doprowadzić do pierwszego rozróżnienia na poznającego i przedmiot poznania, a co za tym idzie utraty pierwotnej jedności.
W takim ujęciu na rzeczywistość składają się jaźń (podmiot), zwana puruszą rozumiana jako czysta, nieporuszona świadomość oraz materia prakriti (przedmiot) charakteryzująca się aktywnością i zmiennością. Różnorodność form materialnych prakriti uzewnętrznia się w postaci trzech gun (przejawy) i dwudziestu czterech tattw (subtelności). W momencie, w którym purusza, dla której stanem naturalnym jest nieporuszoność, utożsamia się ze zmiennością i doznaniami prakriti, pojawia się przyczynowo-skutkowe działanie sansary. W tej sytuacji wyzwolenie rozumiane będzie jako odwrócenie modelu kosmogonicznego i poprzez ujarzmienie zjawisk świadomości powrót do stanu pierwotnej jedności.

### Praktyka

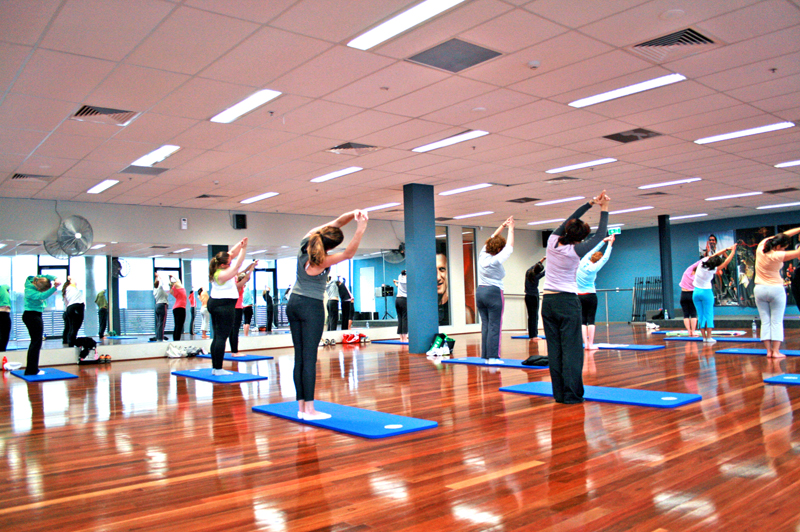
Zajęcia jogi

Wyzwolenie najdobitniej definiuje Wjasa w komentarzach do Jogasutr Patandżalego porównując je do aktu uzdrawiania. I tak jak medycyna zajmuje się chorobą, przyczyną choroby, zdrowiem (stanem pożądanym) i powrotem do niego (leczeniem), joga analogicznie zajmuje się sansarą, jej przyczyną, wyzwoleniem i drogą do niego (Jogabhaszja II.15). W praktyce jogi klasycznej przeplata się wiele wątków, ale wszystkie one prowadzą do jednego. W Jogasutrach dwa są szczególnie wyraźne: poznanie i powstrzymanie:
- Joga z powściągnięciem

5 aktywności umysłu, które należy powściągnąć
1. właściwe poznanie (pramana), 2. błędne poznanie (viparyaya), 3. fantazjowanie (vikalpa), 4. sen głęboki (nidra), 5. przypomnienie (smryti).
sposoby powściągnięcia umysłu
1. stale i zdecydowane studia i praktykę (abhyasa), 2. brak ziemskich pragnień (vairagya), dzięki której umysł pozbawiony zostaje wszelkich podpór, na których mógłby się oprzeć.
praktyki, które uspokajają umysł
1. skupienie na Bogu (isvarapranidhana), 2. kontrola oddechu (pranajama), 3. miłość (maitri), 4. współczucie (karuna), 5. zadowolenie (mudita), 6. niezważanie (upeksa).
Inne wątki mówią o przebiegu praktyki:
- Kierunek praktyki[34]

Początkiem jogi, zwanym ogólnie krijajogą (nie mylić ze ścieżką: krijajoga) jest: 1. gorliwy wysiłek (tapas), 2. studiowania Wed (svadhyaya), 3. skupieniu na Bogu (iśvarapranidhana).
- Stopniowanie zaawansowania[35]

ćwiczenia ze świadomością (samprajnatasamadhi) – 4 stopnie zatopienia: 1. z przewagą rozmyślania (vitarka), 2. zanika rozmyślanie, a jego miejsce zajmuje rozważanie (vicara), 3. nie istnieje już rozmyślanie, a ćwiczącego opanowuje błogość (ananda), 4. istnieje jedynie czysta świadomość „jestem”
ćwiczenie bez świadomości (asamprajnatasamadhi)
przynosi wyzwolenie.

### Joga we współczesnym świecie zachodnim
Współcześnie joga w swoich różnorodnych odmianach przeniknęła do świata zachodniego. Od zabarwionych religijnie (np. wadżrajana), przez medytację transcendentalną, krijajogę, Art of living, hathajogę (np. według kursów B.K.S. Iyengara) do jogi w medycynie i fitness.